# Rómulo Gallegos (Cojedes)
Rómulo Gallegos is een gemeente in de Venezolaanse staat Cojedes. De gemeente telt 17.000 inwoners. De hoofdplaats is Las Vegas (Venezuela).